# 康特勒琴

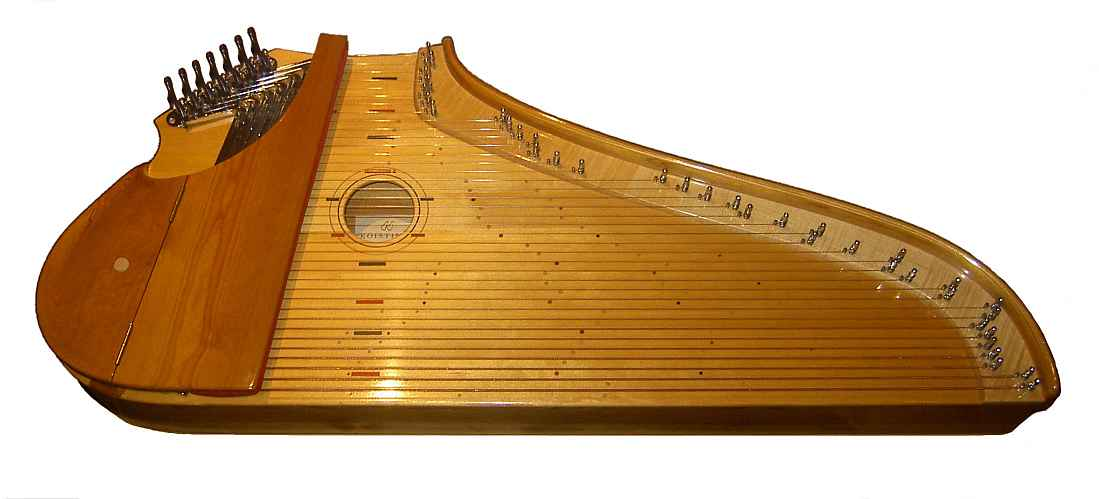
38弦康特勒琴

康特勒琴（芬蘭語：kantele）是一种流传于芬兰、爱沙尼亚和卡累利阿地区的齐特琴类传统弹拨乐器。康特勒琴与俄罗斯古斯里琴，拉脱维亚考科勒琴以及立陶宛康科勒琴具有密切的关系，这些乐器构成了波罗的海索尔特里琴家族。

## 构造
康特勒琴由一个三角形共鸣箱与在箱体之上的琴弦组成，通常被调音至自然音阶，当琴弦被拨动时，即产生如响铃般的独特声音。

## 分类
康特勒琴可分为两类：小型康特勒琴与大型康特勒琴。5弦和10弦的康特勒琴被归类于小型康特勒琴，其音域不超过2个八度。大型康特勒琴至少拥有32根弦，其音域可达3至4个八度。

## 传说
有关康特勒琴的相关记载最早出现在芬兰古代诗歌中。在芬兰民族史诗《卡勒瓦拉》中，法师万奈摩宁用狗鱼（芬蘭語：hauki）的下颚骨和希息（芬蘭語：Hiisi）的种马之毛发制造出了第一只康特勒琴。它发出的美妙声音吸引了所有在森林中的生物。后来，万奈摩宁在一次风暴中丢失了康特勒琴，他便用桦树木和一名处女自愿献出的头发制作出了另一只康特勒琴。在基督教来到芬兰时，万奈摩宁离开了卡勒瓦，康特勒琴是他留给人们的礼物。